# Unione Sportiva Sansepolcro 1979-1980
Questa voce raccoglie le informazioni riguardanti l'Unione Sportiva Sansepolcro nelle competizioni ufficiali della stagione 1979-1980.

## Rosa
| N. |                   | Ruolo | Calciatore           |
| -- | ----------------- | ----- | -------------------- |
|    | Italia (bandiera) | D     | Claudio Balducci     |
|    | Italia (bandiera) | C     | Mario Barculli       |
|    | Italia (bandiera) | C     | Ivano Becci          |
|    | Italia (bandiera) | A     | Claudio Betti        |
|    | Italia (bandiera) | D     | Fernando Chiasserini |
|    | Italia (bandiera) | P     | Moreno Ciolfi        |
|    | Italia (bandiera) | C     | Claudio Facchin      |
|    | Italia (bandiera) | A     | Giovanni Ghiandai    |
|    | Italia (bandiera) | A     | Aldo Giovagnini      |
|    | Italia (bandiera) | D     | Claudio Giulianini   |

| N. |                   | Ruolo | Calciatore         |
| -- | ----------------- | ----- | ------------------ |
|    | Italia (bandiera) | P     | Gianbattista Gori  |
|    | Italia (bandiera) | A     | Mauro Lussana      |
|    | Italia (bandiera) | C     | Andrea Osti        |
|    | Italia (bandiera) | D     | Claudio Ottoni     |
|    | Italia (bandiera) | A     | Antonio Pastorello |
|    | Italia (bandiera) | C     | Fabrizio Quonani   |
|    | Italia (bandiera) | C     | Francesco Sanna    |
|    | Italia (bandiera) | D     | Roberto Soci       |
|    | Italia (bandiera) | D     | Giuseppe Tricca    |